# جيمي جيبسون
جيمي جيبسون (بالإنجليزية: Jimmy Gibson)‏ (12 يونيو 1901 المملكة المتحدة - 1 يناير 1978) هو لاعب كرة قدم بريطاني سابق كان يلعب كمدافع.

## روابط خارجية
- جيمي جيبسون على موقع الاتحاد الإسكتلندي (الإنجليزية)
- جيمي جيبسون على موقع قاعدة بيانات كرة القدم.إي يو (الإنجليزية)
- جيمي جيبسون على موقع ناشيونال فوتبول تيمز (الإنجليزية)